# Jørgen Daugbjerg Burchardt
Jørgen Daugbjerg Burchardt (Varde, 30 november 1982) is een Deens voetbalscheidsrechter. Hij was in dienst van FIFA en UEFA tussen 2016 en 2022. Ook leidt hij sinds 2014 wedstrijden in de Superligaen.
Op 8 augustus 2014 leidde Burchardt zijn eerste wedstrijd in de Deense nationale competitie. Tijdens het duel tussen Randers FC en FC Vestsjælland (1–0 voor de thuisclub) trok de leidsman driemaal de gele kaart. In Europees verband debuteerde hij op 7 juli 2016 tijdens een wedstrijd tussen Budućnost Podgorica en Rabotnički Skopje in de eerste voorronde van de UEFA Europa League; het eindigde in 1–0 en Burchardt trok tweemaal een gele en een keer een rode kaart. Zijn eerste interland floot hij op 19 november 2019, toen België met 6–1 won van Cyprus. Dat land kwam op voorsprong door een treffer van Nicholas Ioannou, maar daarna scoorde Christian Benteke, Kevin De Bruyne (beiden twee keer) en Yannick Carrasco en Kypros Hristoforou maakte een eigen doelpunt. Tijdens deze wedstrijd toonde Burchardt alleen aan Giorgos Merkis een gele kaart.

## Interlands
| Datum            | Plaats               | Wedstrijd                  | Uitslag | Competitie             | Kreeg geel | Kreeg voor de tweede keer geel en dus rood | Weggestuurd |
| ---------------- | -------------------- | -------------------------- | ------- | ---------------------- | ---------- | ------------------------------------------ | ----------- |
| 19 november 2019 | Brussel, België      | België – Cyprus            | 6 – 1   | EK 2020 kwalificatie   | 1          | 0                                          | 0           |
| 13 oktober 2020  | Vaduz, Liechtenstein | Liechtenstein – San Marino | 0 – 0   | Nations League 2020/21 | 10         | 0                                          | 0           |
| 4 juni 2021      | Helsinki, Finland    | Finland – Estland          | 0 – 1   | Vriendschappelijk      | 3          | 0                                          | 0           |